# Amt Langen-Schwalbach

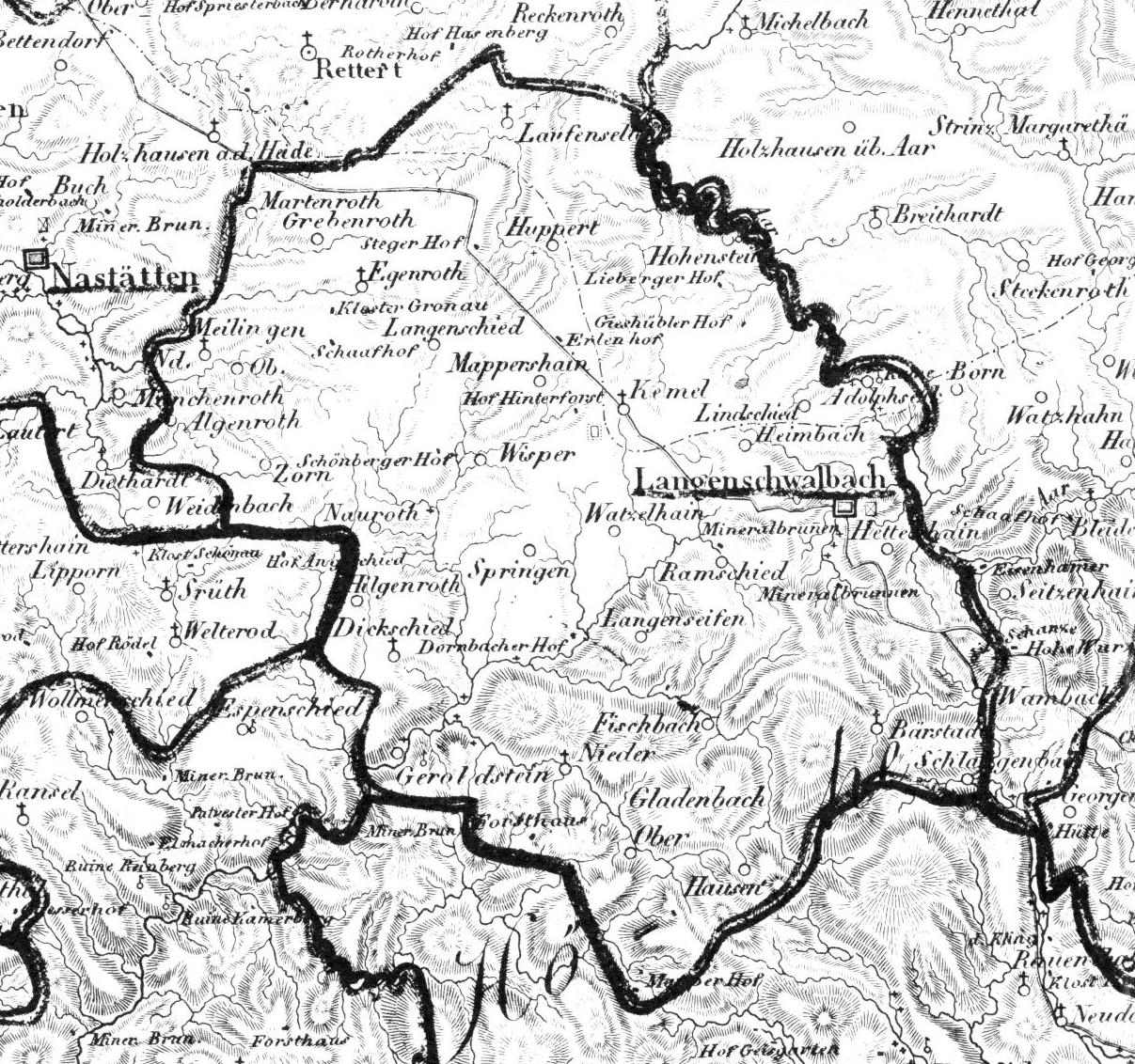
Karte des Amtes Langen-Schwalbach 1828

Das Amt Langen-Schwalbach mit Sitz in Langenschwalbach (seit 1927 Bad Schwalbach) war eines von 28 Ämtern im Herzogtum Nassau, die 1816 zum Zwecke der lokalen Verwaltung geschaffen wurden. An der Spitze des Amtes stand als örtlicher Statthalter des Herzogs ein Amtmann. Es wurde als eines von drei Ämtern, die aus dem rechtsrheinischen Teil der Niedergrafschaft Katzenelnbogen gebildet wurden. Diese war nach den Napoleonischen Kriegen und dem Wiener Kongress an das Herzogtum Nassau gefallen. Nach dem Deutschen Krieg wurde es von Preußen annektiert. Die Ämter hatten neben Verwaltungsaufgaben auch die Niedere Gerichtsbarkeit inne bzw. dienten später als erstinstanzliches Gericht. An ihrer Spitze stand ein vom jeweiligen Herrscher eingesetzter Amtmann.

## Geschichte

### Niedergrafschaft Katzenelnbogen
Das Amt Hohenstein hatte seit 1729 seinen Sitz in Langenschwalbach. Es handelte sich um eines der vier Ämter der Niedergrafschaft Katzenelnbogen. Es bestand aus Langenschwalbach, Gronau, sowie dem „Geroldsteiner Lehn“ (Ober- und Nieder-Fischbach etc.).
Aus dem rechtsrheinischen Teil der Niedergrafschaft schuf Napoleon 1806, von nassauischen Gebieten umgeben, ein Pays réservé de Catzenellenbogen mit Verwaltungssitz in Langenschwalbach. Die auf dem Wiener Kongress (1815) eingeleitete Restauration von Gebietsansprüchen kam für dieses Territorium erst nach zeitaufwändigen Verhandlungen zum Abschluss. Dabei tauschte Victor Amadeus, der letzte Landgraf von Hessen-Rotenburg, seine Rechte auf die Niedere Grafschaft Katzenelnbogen gegen anderweitigen Mediatbesitz in Preußen (Fürstentum Corvey und Herzogtum Ratibor). Preußen wiederum tauschte mit dem Herzogtum Nassau die dem früheren Pays réservé entsprechenden Teile der Niedergrafschaft und damit das Amt Hohenstein gegen das Amt Asbach mit 27 Ortschaften sowie gegen 27 weitere Ortschaften in den Bezirken der Ämter Siegen, Netphen und Irmgarteichen. Dieser Gebietstausch wurde durch das herzogliche Besitzergreifungspatent vom 17. Oktober 1816 und zwei Entlassungspatente gleichen Datums vollzogen.

### Herzogtum Nassau
In der Folge wurde durch Landesherrliches Edict vom 17. Dezember 1816 die Gliederung der Niedergrafschaft und ihrer Umgebung in Ämter geregelt. Drei herzogliche Ämter wurden neu geschaffen, darunter das Amt Langen-Schwalbach, das mit dem Beginn des Jahres 1817 die Arbeit aufnehmen sollte. Zum Amt Langen-Schwalbach gehörten demnach folgende 35 Ortschaften:
- die ehemals dem Amt Hohenstein in der Niedergrafschaft Katzenelnbogen angehörenden Orte Langenschwalbach, Algenroth, Bärstadt, Dickschied, Fischbach, Hausen vor der Höhe, Heimbach, Hettenhain, Hilgenroth, Hohenstein, Huppert, Kemel, Langenseifen, Laufenselden, Lindschied, Nauroth, Niedermeilingen, Obermeilingen, Ramschied, Springen, Wambach, Watzelhain, Wisper, Zorn – einschließlich der ehemals je zur Hälfte in die Niedergrafschaft und nach Kurmainz gehörenden Orte Geroldstein und Schlangenbad
- die bis zum Jahre 1778 Vierherrischen und danach zur Niedergrafschaft Katzenelnbogen gehörenden Orte Egenroth, Grebenroth, Langschied, Mappershain, Martenroth, die mit Gronau dem bisherigen Bezirk des Amts Nastätten angehörten
- der ehemals Nassau-Usingensche Ort Adolfseck des Amtes Wehen
- die ehemals Kurmainzischen Orte Niedergladbach und Obergladbach des Amtes Eltville

Das Amt hatte sowohl die Aufgabe einer Verwaltungsbehörde als auch die eines erstinstanzlichen Gerichtes.
Der Staats- und Adreß-Handbuch des Herzogthums Nassau 1822/23 gibt folgendes an:
1. Flächen: 59.234 Steuernormalmorgen  (wobei ein Morgen 2500 m² entsprechen), mit 134 Morgen Gebäudestellen, 61 Morgen Gartenland, 14.669 Morgen Ackerland, 3640 Morgen Wiesen, 11.520 Morgen Hochwald, 12.151 Morgen Niederwald, 6491 Morgen Trieschland (abwechselnde 3- bis 5-jährige Acker- und 10- bis 20-jährige Wiesennutzung), Weideplätze etc., 798 Morgen nicht besteuerte Liegenschaften.
2. Gemeinden: 33 Gemeindebezirke bestehend aus eine Stadt, 33 Dörfern und 48 Hőfen und Mühlen.
3. Bevölkerung: 9080 Einwohner in 2159 Familien, davon 6370 evangelisch christliche, 2413 Katholiken und 297 Juden.
4. Viehstand: 256 Pferde, 38 Esel und Maulesel, 5502 Stück Rindvieh, 2792 Schafe, 2590 Schweine, 351 Ziegen und 396 Bienenstöcke.
5. Einfacher Jahressteuersatz (kann auch mehrfach erhoben werden): 4971 fl. 50 kr.
6. Amtsgemeinden:
  1. Langenschwalbach: 1672 Einwohner in 382 Familien; „Amttssitz, die Mühlen des David Hofmann, des Heinrich David Hofmann, die Bischofs-, Käs- und Ohls- und drei Loh-Mühlen, zwei Mineral- (Wein- und Stahl-) Brunnen.“
  2. Adolphseck: 134 Einwohner in 32 Familien; „Schloßruine, Damm-, Uhus-, und Frankenbergers- und eine Loh-Mühle.“
  3. Algenroth: 77 Einwohner in 21 Familien.
  4. Bärstadt: 406 Einwohner in 103 Familien.
  5. Dickschied mit Gerolstein: 336 Einwohner in 77 Familien; „die Kreulichs- und Gerolsteiner-Mahl- und Oel-Mühle.“
  6. Egenroth: 180 Einwohner in 49 Familien; „Gronauer Hof.“
  7. Fischbach: 189 Einwohner in 56 Familien.
  8. Grebenroth: 263 Einwohner in 65 Familien; „das Kloster Gronau, der Schaaf-, Schwallschieder- und Grebenrother Hof, die Clauser- und die Gronauer-Mühle.“
  9. Hausen vor der Höhe: 283 Einwohner in 80 Familien.
  10. Heimbach: 126 Einwohner in 30 Familien.
  11. Hettenhain: 183 Einwohner in 44 Familien; „eine Mühle.“
  12. Hilgenroth: 102 Einwohner in 23 Familien.
  13. Hohenstein: 337 Einwohner in 78 Familien; „Ruine Hohenstein, der Liesberger und Gieshübeler Hof, die große Herrnmühle.“
  14. Huppert: 111 Einwohner in 26 Familien; „der Breder-, freiherrlich von Rittersche- und von Nordecksche Hof.“
  15. Kemel: 408 Einwohner in 96 Familien; „Hof Hinterforst.“
  16. Langenseifen: 227 Einwohner in 62 Familien.
  17. Langschied: 165 Einwohner in 33 Familien; „Schönberger Hof.“
  18. Laufenselden: 945 Einwohner in 212 Familien; „Steger Hof, die Brühl-, Schullhorns-, Oel-, Neu- und Bongesmühle mit 1 Oelgang.“
  19. Lindschied: 175 Einwohner in 40 Familien.
  20. Mappershain: 108 Einwohner in 25 Familien; „Erlenhof.“
  21. Martenroth: 78 Einwohner in 15 Familien; „Gronauer Hof, Klauser-Mühle.“
  22. Nauroth: 192 Einwohner in 45 Familien; „Wispermühle.“
  23. Niedergladbach: 319 Einwohner in 70 Familien; „Forsthaus, Matzen- und Korns-Mühle.“
  24. Niedermeilingen: 203 Einwohner in 57 Familien.
  25. Obergladbach: 245 Einwohner in 51 Familien; „Mapperhof.“
  26. Obermeilingen: 116 Einwohner in 27 Familien.
  27. Ramschied: 158 Einwohner in 36 Familien.
  28. Schlangenbad: 201 Einwohner in 46 Familien; „Mineralquelle, der herrschaftliche Hof, die obere, mittlere und untere Mühle.“
  29. Springen: 312 Einwohner in 83 Familien; „die Riesen-, Dörnbacher- und Springer-Mühle und die Dorndörfer und Foderforster Höfe.“
  30. Wambach: 256 Einwohner in 61 Familien; „die Schanze, die Dauersmühle.“
  31. Watzelhain: 185 Einwohner in 43 Familien.
  32. Wisper: 135 Einwohner in 30 Familien.
  33. Zorn: 253 Einwohner in 61 Familien.

Im Jahr 1836 wurde das Amt Langenschwalbach wie folgt beschrieben:

„Amt Langenschwalbach. Von den 69.993 Morgen dieses Amtes sind 190 Morgen Gebäudestellen, 83 Morgen Gärten, 20.770 Morgen Ackerland, 5.207 Morgen Wiesen, 5 Morgen Weiher, 34.263 Morgen Waldungen, 8.362 Morgen Dreschland und Waideplätze und 1.113 Morgen nicht besteuerte Liegenschaften. In den 1.720 Wohnhäusern leben in 2.500 Familien 10.300 Menschen, unter welchen 7.240 Evangelische, und 333 Juden sind.
   Langenschwalbach, unter 25° 44' 30" Länge und 50° 8' 45" Breite, 1 3⁄4 Meilen nordwestlich von Wiesbaden wird öfter auch Schwalbach genannt, es liegt an der Nordseite des Taunus in einem Thale, auf beiden Seiten des Münzbaches, welcher, von der linken Seite, in die Aar oder Aarde fließt, die offene, beträchtlich lange Stadt hat 3 Kirchen eine Sinagoge, etwa 300 zum Theil schön gebauete und große Häuser und an 1.900 Einwohner. Der Ort ist besonders durch seine drei Mineralbrunnen (welche Wein-, Stahl- und Paulinenbrunnen heißen) bekannt. Jährlich werden von hier etwa 250.000 Krüge voll Mineralwasser versendet. 1⁄4 Meile nördlich von Langenschwalbach liegt das Dorf Adolfseck mit den Trümmern einer Burg.
   Laufenselden, 5⁄4 Meilen nordnordwestwärts von Langenschwalbach, Dorf mit 1.040 Einwohnern.
   Schlangenbad, 3⁄4 Meilen südlich von Langenschwalbach, 5⁄4 Meilen westwärts von Wiesbaden, in einem Thale des Taunus, Dorf mit 220 Einwohnern. Die hiesigen Badequellen haben eine Wärme von 22 Grad.“

Der Staats- und Adreß-Handbuch des Herzogthums Nassau. 1847 gibt folgendes an:
1. Flächengehalt: 69.993 Steuernormalmorgen, nämlich 190 M. Gebäudestellen, 83 M. Gartenland, 20770 M. Ackerland, 5207 M. Wiesen, 5 M. Weiher, 34.263 M. Waldungen, 8362 M. Trieschland und Weideplätze etc., 1113 M. nicht besteuerte Liegenschaften.
2. Politische Eintheilung: 33 Gemeindebezirke, bestehend aus einer Stadt und 32 Dörfern, mit 9 Höfen und einzelnen Wohnhäusern und 31 Mühlen.
3. Bevölkerung: 2889 Familien in 1850 Wohnhäusern und 11.631 Einwohner, nämlich 8279 evangelisch-christliche, 2982 Katholiken, 2 Mennoniten und 368 Juden.
4. Viehbestand: 228 Pferde, 22 Esel und Maulesel, 5016 Stück Rindvieh, 5673 Schaafe, 2772 Schweine, 801 Ziegen und 371 Bienenstöcke.
5. Gewerbe: 27 Bäcker, 5 Bader, ein Badewirth, 2 Bergwerke, 5 Bierbrauer, 3 Blechschmiede, 8 Branntweinbrenner, 3 Buchbinder, 2 Büchsenmacher, 3 Drechsler, ein Eisenhammer, ein Essigsieder, 8 Fischer, 8 Glaser, 34 Grobschmiede, 1198 Gutsbesitzer, 3 Hanfreibmühlen, 2 Hutmacher, 86 Klein- und Großhändler, 43 Kleinkrämer, 2 Konditoren, 5 Korbmacher, 5 Krugbäcker, 17 Küfer, 125 Leinen- und Damastweber, 4 Lohgerber, 5 Makler, 26 Mahlmühlen, 34 Maurer, ein Messerschmied, 21 Metzer, 2 Mühlärzte, 20 Nagelschmiede, 12 Oelmühlen, ein Pflasterer, 34 Pferdeverleiher und Hauderer, 2 Putzmacherinnen, 7 Sattler, 5 Schieferdecker, 7 Schlosser, 68 Schneider, 4 Schön- und Blaufärber, ein Schornsteinfeger, 46 Schreiner, 93 Schuhmacher, 2 Seifensieder und Lichterzieher, ein Seiler, ein Siebmacher, 3 Spediteure, 10 Strohdecker, ein Strumpf- und Kappenweber, 645 Taglöhner, ein Tapezirer, 6 Tuchmacher, ein Tüncher, 2 Uhrmacher, 30 Wagner, eine Walkmühle, 90 Wirthe, 18 Zimmerleute etc.
6. Betrag eines Steuersimplums: 6920  fl. 7 kr., nämlich 4198 fl. 7 kr. Grund-, 794 fl. 26 kr. Gebäude- und 1927 fl. 34 kr. Gewerbsteuer.
7. Amtmann: Regierungsrath Friedrich Wilhelm Schepp.

Nach der Märzrevolution 1848 wurde die Verwaltung neu geordnet. Mit Gesetz vom 4. April 1849 wurden in Nassau Verwaltung und Rechtsprechung auf unterer Ebene getrennt. Die Reform trat zum 1. Juli 1849 in Kraft. Für die Verwaltung wurden 10 Kreisämter gebildet, die Ämter als Justizämter (also Gerichte der ersten Instanz) weitergeführt. Die Verwaltungsaufgaben des Amtes Langen-Schwalbach wurden vom Kreisamt Langen-Schwalbach wahrgenommen, die Rechtsprechung vom Justizamt Langenschwalbach. Die Reform wurde jedoch bereits am 1. Oktober 1854 wieder rückgängig gemacht, die Kreise wieder abgeschafft und die vorigen Ämter wiederhergestellt.
Kurz vor der Annektierung durch Preußen gibt des Staats- und Adreß-Handbuch des Herzogthums Nassau. 1866 folgendes an:
1. Flächengehalt: 70.631 Morgen, nämlich: 227 M. Gebäudestellen, 103 M. Gartenland, 20.804 M. Ackerland, 5126 M. Wiesen, 36.041 M. Waldungen, 6496 M. Trieschland und Weideplätze etc., 1834 M. nicht besteuerte Liegenschaften.
2. Politische Eintheilung: 33 Gemeindebezirke, bestehend aus einer Stadt und 32 Ortſchaften, mit 9 Höfen und einzelnen Wohnhäusern, 31 Mühlen; einer Braunsteingrube und 8 Dachschiefergruben.
3. Bevölkerung, nach der Zählung am Schlüsse des Jahres 1865: 2957 Familien in 2066 Wohnhäusern, und 11.579 Einwohner, nämlich: 8244 evangelisch-christliche, 2971 Katholiken, 4 Mennoniten und 360 Juden.
4. Viehstand: 413 Pferde, 10 Esel und Maulesel, 4300 Stück Rindvieh, 4468 Schaafe, 1381 Schweine, 434 Ziegen und 404 Bienenstöcke.
5. Gewerbe: 7 Bader, 27 Bäcker, 10 Badewirthe, 4 Bierbrauer, 5 Blechschmiede, ein Buchdrucker, 3 Buchbinder, ein Büchsenmacher, 5 Drechsler, 9 Glaser, 39 Grobschmiede, 1262 Gutsbesitzer, 82 Klein- und Großhändler, 57 Kleinkrämer, 2 Konditoren, 3 Korbmacher, ein Krugbäcker, 17 Küfer, 3 Lackirer, 4 Leinen- und Damastweber, 3 Lohgerber, 26 Mahlmüller, 3 Makler, 54 Maurer, 2 Messerschmiede, 22 Metzger, 2 Mühlärzte, ein Musikant, 14 Nagelschmiede, 17 Näherinnen, 9 Oelmüller, 40 Pferdeverleiher und Hauderer, 2 Pflasterer, ein Photograph, 2 Pumpenmacher, 3 Putzmacherinnen, 6 Sattler, 7 Schieferdecker, 12 Schlosser, 48 Schneider, 4 Schön- und Blaufärber, 2 Schornsteinfeger, 43 Schreiner, 79 Schuhmacher, 1 Seifensieder und Lichterzieher, 1 Steinhauer, 4 Strohdecker, 550 Taglöhner, 2 Tapezierer, 4 Tüncher, 2 Uhrmacher, 24 Wagner, ein Weinhändler, ein Wollspinnerei, 60 Wirthe, 24 Zimmerleute eetc.
6. Betrag eines Steuersimplums: 7419 fl. 56 kr, nämlich: 5080 fl. 16 kr. Grund- und Gebäudesteuer und 2339 fl. 40 kr. Gewerbsteuer.
7. Amtmann: Heinrich Anton Güll.
8. Amtsortschaften:

| Amtsgemeinde | Fam- ilien | Ein- wohner |
| --- | ---------- | ----------- |
| 1) Langenschwalbach, Stadt und Amtssitz, die beiden Hofmannsmühlen, die Bischofs- und Ohlsmühle, 3 Lohmühlen, eine Knochenmühle, 8 Mineralbrunnen (Wein-, Stahl-, Paulinen-, Adelheid-, Ehe, Neu-, Linden- und Brodelbrunnen), ein Eisenhammer. | 558        | 2401        |
| 2) Adolphseck, mit Schloßruine, die Damm-, Frankenberger- und eine Lohmühle. | 36         | 147         |
| 3) Algenroth. | 24         | 85          |
| 4) Bärstadt. | 130        | 490         |
| 5) Dickschied, mit Gerolstein, die Mai-, Bremerische und Kreulichsmühle mit einer Oelmühle. | 95         | 413         |
| 6) Egenroth, Gronauerhof. | 71         | 262         |
| 7) Fischbach. | 68         | 254         |
| 8) Grebenroth, das Kloster Gronau, der Hof Schwallschied, die Klauser- und die Gronauermühle. | 78         | 275         |
| 9) Hausen vor der Höhe. | 100        | 358         |
| 10) Heimbach. | 51         | 193         |
| 11) Hettenhain, eine Mühle. | 71         | 275         |
| 12) Hilgenroth. | 35         | 124         |
| 13) Hohenstein, Ruine Hohenstein, der Gieshübeler Hof, die große Herrnmühle. | 93         | 396         |
| 14) Huppert. | 53         | 235         |
| 15) Kemel. | 109        | 432         |
| 16) Langenseifen. | 79         | 260         |
| 17) Langschied, Schönbergerhof. | 62         | 204         |
| 18) Laufenselden, Stegerhof, die Brühl-, Schall-, horns-, Oel-, Neu- und Bongesmühle. | 323        | 1155        |
| 19) Lindschied. | 58         | 218         |
| 20) Mappershain, Erlenhof. | 42         | 151         |
| 21) Martenroth. | 22         | 72          |
| 22) Nauroth, Wispermühle. | 69         | 260         |
| 23) Niedergladbach, die Maßenmühle. | 78         | 340         |
| 24) Niedermeilingen. | 81         | 284         |
| 25) Obergladbach, Mapperhof. | 74         | 280         |
| 26) Obermeilingen. | 28         | 94          |
| 27) Ramschied | 48         | 183         |
| 28) Schlangenbad, Mineralquelle, die mittlere und untere Mühle. | 51         | 286         |
| 29) Springen, die Riesen-, Dornbacher- und Springenmühle und der Dornbacherhof. | 84         | 326         |
| 30) Wambach, die Schanze, die Dauersmühle | 100        | 331         |
| 31) Watzelhain. | 61         | 221         |
| 32) Wisper. | 34         | 134         |
| 33) Zorn. | 91         | 340         |

### Preußen
Mit der Annexion Nassaus durch Preußen werden auch die Ämter in ihrer alten Form aufgelöst und durch Kreise ersetzt. Das Amt Langen-Schwalbach bildet 1867 gemeinsam mit dem Wehen und Idstein den Untertaunuskreis. Erst im Rahmen dieser Neuordnung werden Verwaltung und Rechtsprechung getrennt. Für die Rechtsprechung in erster Instanz, die bisher durch das Amt vorgenommen wurde, wurden zunächst die richterlichen Beamte in den Ämtern zuständig und zum 1. September 1867 das Amtsgericht Langenschwalbach gebildet.
Aber auch nach der Kreisgründung bleibt die bisherige Amtsstruktur erhalten. Die Königliche Verordnung vom 22. Februar 1867 regelte, dass „die Amtsbezirke als engere Verwaltungsbezirke in ihrer bisherigen Begrenzung bestehen“ bleiben. Die ehemaligen Ämter bilden die drei Bezirke des Kreises. Gemäß § 13 der Kreisverfassung entsendeten die Bezirke also die ehemaligen Ämter jeweils sechs Vertreter in den neuen Kreistag. Der Amtmann hatte die Aufsicht über die Ortspolizei und Organ des Landrates. Mit der Verwaltungsreform von 1885/1886 gehörten die Amtsstrukturen endgültig der Vergangenheit an.

## Amtmänner
- Philipp Joseph Rau 1816
- Roger Joseph Anton von Meex 1816
- Arnold von Sachs 1816–1818
- Christoph Flach (1818)1819–1822
- Ludwig Christian Schellenberg 1822–1830
- Karl Schweikart 1830–1836
- Carl Friedrich Vietor 1836–1837
- Carl Schenck 1837–1842
- Friedrich Schepp 1842–1847
- Franz Winter 1848–1849 Amtmann, 1849-1854 Justizamtmann und 1854–1864 Amtmann
- Heinrich Wilhelm Anton Güll 1864–1867
- Albert von Rösler (1867)1868–1879
- Friedrich Georg Freiherr von Wedekind (1880–1882)
- Richard von Doemming 1882–1884[13]
- Alexander Bruno von Reppert (1884–1886)